# Sadok Chourou
Sadok Chourou (arabe : الصادق شورو), né en 1952 à Midoun sur l'île de Djerba, est un homme politique tunisien.

## Biographie
Diplômé en chimie de la faculté des sciences de Tunis, il enseigne la discipline à la faculté de médecine de Tunis jusqu'en 1991. Il est également membre de la commission de la recherche scientifique au centre de la recherche scientifique[Quoi ?] de Borj Cédria.
Président du parti islamiste Ennahdha, d'octobre 1988 à mars 1991, il est arrêté le 17 février 1991 et comparaît devant le tribunal militaire, lors du procès engagé contre 265 dirigeants du parti en 1992. Condamné à mort pour complot contre l'État, il voit sa peine commuée en réclusion à perpétuité. Il passe 18 ans dans les prisons tunisiennes sous le régime du président Zine el-Abidine Ben Ali, dont quatorze dans un isolement total. À la suite d'une grâce présidentielle, il est remis en liberté le 5 novembre 2008, mais arrêté le 3 décembre après son intervention par téléphone sur la chaîne londonienne Al Hiwar, où il demande la légalisation de son parti. Condamné à une peine d'une année d'emprisonnement ferme, il quitte définitivement la prison le 30 octobre 2010.
Lors de l'élection de l'assemblée constituante, le 23 octobre 2011, il est élu dans la circonscription de Ben Arous. Sadok Chourou entretient des liens étroits avec des milieux salafistes (comme le parti Hizb ut-Tahrir) et participe en mai 2011 au congrès d'Ansar al-Charia. Avec Habib Ellouze, il figure parmi les personnalités du mouvement Ennahdha qui demandent l'introduction de la charia dans la Constitution.
En janvier 2012, il rappelle aux sit-inneurs et grévistes qui paralysent l'économie du pays la gravité de ce qu'ils font et appelle à les châtier sévèrement, citant un verset du Coran.